# Torrenticola bittikoferae
Torrenticola bittikoferae är en art av kvalster som beskrevs av Robert M. Crowell 1960. Den ingår i släktet Torrenticola och familjen Torrenticolidae. Inga underarter finns listade i Catalogue of Life.